# Irina-Camelia Beguová
Irina-Camelia Beguová (* 26. srpna 1990 Bukurešť) je rumunská profesionální tenistka. Ve své dosavadní kariéře vyhrála na okruhu WTA Tour pět singlových a devět deblových turnajů. Jednu singlovou trofej získala také na nižším okruhu WTA 125. V rámci okruhu ITF získala dvanáct titulů ve dvouhře a devatenáct ve čtyřhře.
Na žebříčku WTA byla nejvýše ve dvouhře klasifikována v srpnu 2016 na  22. místě a ve čtyřhře pak v témže říjnu 2018 na 22. místě.
V roce 2011 byla vyhlášena za nováčka roku 2011 podle WTA.

## Finálové účasti na turnajích WTA Tour
| Legenda                                          |
| ------------------------------------------------ |
| D – dvouhra; Č – čtyřhra                         |
| Grand Slam (0)                                   |
| Turnaj mistryň (0)                               |
| Premier Mandatory & Premier 5 / WTA 1000 (0–1 Č) |
| Premier / WTA 500 (0–1 D; 0–2 Č)                 |
| International / WTA 250 (5–3 D; 9–4 Č)           |

### Dvouhra: 9 (5–4)
| Stav       | Č. | Datum             | Turnaj                   | Povrch    | Soupeřka ve finále         | Výsledek      |
| ---------- | -- | ----------------- | ------------------------ | --------- | -------------------------- | ------------- |
| Finalistka | 1. | 10. dubna 2011    | Marbella, Španělsko      | antuka    | Viktoria Azarenková        | 3–6, 2–6      |
| Finalistka | 2. | 10. července 2011 | Budapešť, Maďarsko       | antuka    | Roberta Vinciová           | 4–6, 6–1, 4–6 |
| Vítězka    | 1. | 15. září 2012     | Taškent, Uzbekistán      | tvrdý     | Donna Vekićová             | 6–4, 6–4      |
| Finalistka | 3. | 19. října 2014    | Moskva, Rusko            | tvrdý (h) | Anastasija Pavljučenkovová | 4–6, 7–5, 1–6 |
| Vítězka    | 2. | 27. září 2015     | Soul, Jižní Korea        | tvrdý     | Aljaksandra Sasnovičová    | 6–3, 6–1      |
| Vítězka    | 3. | 5. srpna 2016     | Florianópolis, Brazílie  | tvrdý     | Tímea Babosová             | 2–6, 6–4, 6–3 |
| Vítězka    | 4. | 23. července 2017 | Bukurešť, Rumunsko       | antuka    | Julia Görgesová            | 6–3, 7–5      |
| Finalistka | 4. | 28. srpna 2021    | Cleveland, Spojené státy | tvrdý     | Anett Kontaveitová         | 6–7(5–7), 4–6 |
| Vítězka    | 5. | 24. července 2022 | Palermo, Itálie          | antuka    | Lucia Bronzettiová         | 6–2, 6–2      |

### Čtyřhra: 16 (9–7)
| Stav       | č. | datum             | turnaj                         | povrch    | spoluhráčka                   | soupeřky ve finále                              | výsledek                   |
| ---------- | -- | ----------------- | ------------------------------ | --------- | ----------------------------- | ----------------------------------------------- | -------------------------- |
| Vítězka    | 1. | 14. ledna 2012    | Hobart, Austrálie              | tvrdý     | Monica Niculescuová           | Čuang Ťia-žung Marina Erakovicová               | 6–7(4–7), 7–6(7–4), [10–5] |
| Finalistka | 1. | 28. dubna 2012    | Fás, Maroko                    | antuka    | Alexandra Cadanțuová          | Petra Cetkovská Alexandra Panovová              | 6–3, 6–7(5–7), [9–11]      |
| Finalistka | 2. | 21. října 2012    | Kockelscheuer, Lucembursko     | tvrdý (h) | Monica Niculescuová           | Andrea Hlaváčková Lucie Hradecká                | 3–6, 4–6                   |
| Vítězka    | 2. | 21. června 2013   | 's-Hertogenbosch, Nizozemsko   | tráva     | Anabel Medinaová Garriguesová | Dominika Cibulková Arantxa Parraová Santonjaová | 4–6, 7–6(7–3), [11–9]      |
| Vítězka    | 3. | 22. února 2014    | Rio de Janeiro, Brazílie       | antuka    | María Irigoyenová             | Johanna Larssonová Chanelle Scheepersová        | 6–2, 6–0                   |
| Vítězka    | 4. | 21. září 2014     | Soul, Jižní Korea              | tvrdý     | Lara Arruabarrenová           | Mona Barthelová Mandy Minellaová                | 6–3, 6–3                   |
| Finalistka | 3. | 21. února 2015    | Rio de Janeiro, Brazílie       | antuka    | María Irigoyenová             | Ysaline Bonaventureová Rebecca Petersonová      | 0–3skreč                   |
| Finalistka | 4. | 3. října 2015     | Wu-chan, Čína                  | tvrdý     | Monica Niculescuová           | Martina Hingisová Sania Mirzaová                | 2–6, 3–6                   |
| Finalistka | 5. | 24. října 2015    | Moskva, Rusko                  | tvrdý (h) | Monica Niculescuová           | Darja Kasatkinová Jelena Vesninová              | 3–6, 7–6(9–7), [5–10]      |
| Vítězka    | 5. | 23. července 2017 | Bukurešť, Rumunsko             | antuka    | Ioana Raluca Olaruová         | Elise Mertensová Demi Schuursová                | 6–3, 6–3                   |
| Vítězka    | 6. | 15. října 2017    | Tchien-ťin, Čína               | tvrdý     | Sara Erraniová                | Dalila Jakupovićová Nina Stojanovićová          | 6–4, 6–3                   |
| Vítězka    | 7. | 6. ledna 2018     | Šen-čen, Čína                  | tvrdý     | Simona Halepová               | Kateřina Siniaková Barbora Krejčíková           | 1–6, 6–1, [10–8]           |
| Finalistka | 6. | 30. června 2018   | Eastbourne, Spojené království | tráva     | Mihaela Buzărnescuová         | Gabriela Dabrowská Sü I-fan                     | 3–6, 5–7                   |
| Vítězka    | 8. | 22. července 2018 | Bukurešť, Rumunsko (2)         | antuka    | Andreea Mituová               | Danka Kovinićová Maryna Zanevská                | 6–3, 6–4                   |
| Finalistka | 7. | 29. září 2018     | Taškent, Uzbekistán            | tvrdý     | Ioana Raluca Olaruová         | Olga Danilovićová Tamara Zidanšeková            | 5–7, 3–6                   |
| Vítězka    | 9. | 3. února 2019     | Hua Lin,Thajsko                | tvrdý     | Monica Niculescuová           | Anna Blinkovová Wang Ja-fan                     | 2–6, 6–1, [12–10]          |

## Finále série WTA 125
| Legenda                  |
| ------------------------ |
| D – dvouhra; Č – čtyřhra |
| WTA 125 (1–0 D)          |

### Dvouhra: 1 (1–0)
| Stav    | č. | datum          | turnaj                      | povrch | soupeřka ve finále | výsledek |
| ------- | -- | -------------- | --------------------------- | ------ | ------------------ | -------- |
| Vítězka | 1. | 8. března 2020 | Indian Wells, Spojené státy | tvrdý  | Misaki Doiová      | 6–3, 6–3 |

## Finálové účasti na turnajích okruhu ITF
| $100,000 tournaments |
| $75,000 tournaments  |
| $50,000 tournaments  |
| $25,000 tournaments  |
| $10,000 tournaments  |

### Dvouhra: 20 (12–8)
| Stav       | Č.  | Datum             | Turnaj         | Povrch     | Finalistka                 | Výsledek           |
| ---------- | --- | ----------------- | -------------- | ---------- | -------------------------- | ------------------ |
| Finalistka | 1.  | 10. září 2006     | Bukurešť 6,    | antuka     | Alexandra Cadanțuová       | 3–6, 6–2, 3–6      |
| Vítězka    | 2.  | 9. září 2007      | Brašov         | antuka     | Cristina Mituová           | 7–6(7–2), 6–2      |
| Finalistka | 3.  | 23. března 2008   | Ain Sukhna     | koberec    | Katarzyna Piterová         | 6–7(7–9), 4–6      |
| Vítězka    | 4.  | 7. září 2008      | Brašov         | antuka     | Diana Enacheová            | 4–6, 6–4, 6–1      |
| Vítězka    | 5.  | 14. září 2008     | Budapešť       | antuka     | Laura-Ioana Andreiová      | 7–5, 6–1           |
| Vítězka    | 6.  | 11. října 2008    | Džunija        | antuka     | Anastasia Jakimovová       | 6–2, 6–0           |
| Vítězka    | 7.  | 26. října 2008    | Glasgow        | Hard       | Patricia Mayrová           | 2–6, 7–5, 7–6(7–1) |
| Finalistka | 8.  | 11. dubna 2010    | Inčchon        | tvrdý      | Lee Jin-A                  | 4–6, 2–6           |
| Finalistka | 9.  | 15. srpna 2010    | Versmold       | antuka     | Magda Linetteová           | 2–6, 5–7           |
| Vítězka    | 10. | 19. září 2010     | Podgorica      | antuka     | Annalisa Bonaová           | 6–1, 6–1           |
| Vítězka    | 11. | 13. února 2011    | Cali           | antuka     | Laura Pousová Tiová        | 6–3, 7–6(7–1)      |
| Finalistka | 12. | 12. června 2011   | Marseille      | antuka     | Pauline Parmentierová      | 3–6, 2–6           |
| Vítězka    | 13. | 23. července 2011 | Bukurešť       | antuka     | Laura Pousová Tiová        | 6–3, 7–5           |
| Vítězka    | 14. | 9. března 2014    | Campinas       | antuka     | Alexandra Panovová         | 6–2, 6–4           |
| Vítězka    | 15. | 16. března 2014   | São Paulo      | antuka     | Alexandra Panovová         | 7–5, 4–6, 6–4      |
| Finalistka | 16. | 6. dubna 2014     | Medellin       | antuka     | Verónica Cepedeová Roygová | 4–6, 6–4, 4–6      |
| Vítězka    | 17. | 30. června 2014   | Contrexéville  | antuka     | Kaia Kanepiová             | 6–3, 6–4           |
| Finalistka | 7.  | 30. června 2017   | Southsea       | tráva      | Tatjana Mariová            | 2–6, 2–6           |
| Finalistka | 8.  | 27. října 2019    | Székesfehérvár | antuka (h) | Danka Kovinićová           | 4–6, 6–3, 3–6      |
| Vítězka    | 12. | 16. února 2020    | Káhira         | tvrdý      | Lesja Curenková            | 6–4, 3–6, 6–2      |

### Čtyřhra: 23 (16–7)

#### Vítězka (16)
| Č.  | Datum             | Turnaj    | Povrch | Spoluhráčka               | Finalistky                                               | Výsledek                    |
| 1.  | 30. června 2006   | Galaţi    | antuka | Carmen-Raluca Ţibuleacová | Bianca Bonifateová Diana Gaeová                          | 6–2, 7–5                    |
| 2.  | 11. května 2007   | Bukurešť  | antuka | Simona Halepová           | Laura-Ioana Andreiová Ioana Gasparová                    | 6–4, 6–2                    |
| 3.  | 11. července 2008 | Bukurešť  | antuka | Ioana Gasparová           | Mihaela Buneaová Gabriela Niculescuová                   | 4–6, 6–3, [10–3]            |
| 4.  | 25. června 2008   | Hunedoara | antuka | Elora Dabijaová           | Katarína Poljaková Zuzana Zlochová                       | 7–5, 6–2                    |
| 5.  | 29. srpna 2008    | Bukurešť  | antuka | Laura-Ioana Andreiová     | Ljudmyla Kičenoková Nadija Kičenoková                    | 6–2, 3–6, [10–6]            |
| 6.  | 5. září 2008      | Brašov    | antuka | Laura-Ioana Andreiová     | Bianca Hîncuová Cristina Stancuová                       | 6–2, 6–2                    |
| 7.  | 14. září 2008     | Budapešť  | antuka | Laura-Ioana Andreiová     | Davinia Lobbingerová Efrat Mišorová                      | 6–2, 6–4                    |
| 8.  | 9. května 2009    | Bukurešť  | antuka | Simona Halepová           | Julia Görgesová Sandra Klemenschitsová                   | 2–6, 6–1, [12–10]           |
| 9.  | 10. dubna 2010    | Inčchon   | tvrdý  | Erika Semaová             | Misaki Doiová Džunri Namigatová                          | 6–0, 7–6(10–8)              |
| 10. | 30. července 2010 | Bukurešť  | antuka | Elena Bogdanová           | María Irigoyenová Florencia Molinerová                   | 6–1, 6–1                    |
| 11. | 8. srpna 2010     | Hechingen | antuka | Anaïs Laurendonová        | Julia Schruffová Erika Semaová                           | 6–2, 4–6, [10–8]            |
| 12. | 18. září 2010     | Podgorica | antuka | Mihaela Buzărnescuová     | Valerija Solovjovová Maryna Zanevská                     | 5–7, 7–5, [12–10]           |
| 13. | 25. září 2010     | Bukurešť  | antuka | Elena Bogdanová           | Leticia Costasová-Moreiraová Eva Fernándezová-Bruguésová | 6–1, 6–3                    |
| 14. | 12. února 2011    | Cali      | antuka | Elena Bogdanová           | Jekatěrina Ivanovová Kathrin Wörleová                    | 2–6, 7–6(8–6), [11–9]       |
| 15. | 11. června 2011   | Marseille | antuka | Nina Bratčikovová         | Laura-Ioana Andreiová Mădălina Gojneaová                 | 6–2, 6–2                    |
| 16. | 22. července 2011 | Bukurešť  | antuka | Elena Bogdanová           | Maria Elena Camerinová İpek Şenoğluová                   | 6–7(1–7), 7–6(7–4), [16–14] |